# Discographie de Lomepal
La discographie de Lomepal, rappeur français, comprend l'ensemble des disques et singles publiés durant sa carrière musicale.

## Albums

### Albums studio
| Titre                                                              | Détails de l'album                                                                                  | Meilleure position | Meilleure position | Meilleure position | Meilleure position | Ventes                             | Certifications                                 |
| Titre                                                              | Détails de l'album                                                                                  | FL                 | WA                 | [ 3 ]              | [ 4 ]              | Ventes                             | Certifications                                 |
| ------------------------------------------------------------------ | --------------------------------------------------------------------------------------------------- | ------------------ | ------------------ | ------------------ | ------------------ | ---------------------------------- | ---------------------------------------------- |
| Cette Foutue Perle                                                 | Sortie : 9 septembre 2013 Label : CLM                                                               | —                  | —                  | 64                 | —                  |                                    |                                                |
| Seigneur                                                           | Sortie : 15 septembre 2014 Label : Pineale Prod                                                     | —                  | —                  | 72                 | —                  |                                    |                                                |
| Majesté                                                            | Sortie : 18 mai 2015 Label : Pineale Prod                                                           | —                  | —                  | 107                | —                  |                                    |                                                |
| FLIP                                                               | Sortie : 30 juin 2017 Label : Pineale Prod, Grand Musique Management                                | —                  | 13                 | 14                 | 58                 | France : 310 000 équivalent ventes | France (SNEP) : 3 × Platine                    |
| Jeannine                                                           | Sortie : 7 décembre 2018 Label : Pineale Prod, Grand Musique Management Réédition : 24 octobre 2019 | 69                 | 2                  | 1                  | 5                  | France : 510 000 équivalent ventes | Belgique (BEA) : Or · France (SNEP) : Diamant, |
| Mauvais Ordre                                                      | Sortie : 16 Septembre 2022 Label : Pineale Prod, Grand Musique Management                           | 39                 | 1                  | 1                  | 2                  | France : 300 000 équivalent ventes | France (SNEP) : 3 × Platine                    |
| « — » indique que le titre n'est pas sorti ou classé dans le pays. | |                    |                    |                    |                    |                                    |                                                |

### Album live
| Titre                                                              | Détails de l'album | Meilleure position | Meilleure position |
| Titre                                                              | Détails de l'album | WA                 | [ 3 ]              |
| ------------------------------------------------------------------ | ------------------ | ------------------ | ------------------ |
| 3 Jours à Motorbass                                                | Sortie : 2019      | 44                 | 21                 |
| « — » indique que le titre n'est pas sorti ou classé dans le pays. |                    |                    |                    |

### EP
- 2011 : 20 mesures (EP 5 titres)
- 2016 : ODSL (EP 6 titres dont 1 remix, 1 instrumentale et 1 a cappella avec producteur Stwo)

### Compilations
- 2016 : Seigneur / Majesté (compilation des albums Seigneur (2014) et Majesté (2015))[11]

### Autres
- 2012 : 22h - 06h (album collectif : Walter et Lomepal)[12]
- 2013 : Le singe fume sa cigarette (album collectif : Hologram Lo', Caballero et Lomepal)[13]
- 2014 : Fixpen singe (EP collectif : Caballero, Keroué et Vidji)

## Singles
- 2016 : Les yeux fermés (single feat Caballero et Jeanjass)
- 2017 : Pommade[14]
- 2017 : Ray Liotta[15]
- 2017 : Yeux disent[16]
- 2018 : Tout lâcher (a Colors Session)
- 2018 : 1000° (single feat Roméo Elvis)
- 2018 : Deux (exclu Apple music)
- 2018 : Paradise (Lefa feat Lomepal)
- 2018 : 3WW (remix du groupe Alt-J)
- 2019 : Mômes[17]
- 2019 : Regarde-moi[18]
- 2019 : Ciel (Shobee feat Lomepal)
- 2019 : 88 % (Philippe Katerine feat Lomepal)
- 2020 : Burning man (Laylow feat Lomepal)
- 2022 : Tee
- 2022 : Auburn
- 2022 : Hasarder

## Collaborations
- 2011 : Nekfeu feat. Lomepal - À la trappe
- 2013 : Georgio et Hologram Lo' - Sex Drug and Rock'n'Roll feat. Vald, Alpha Wann, Lomepal (sur l’EP Soleil d’hiver de Georgio et d’Hologram Lo')
- 2013 : Caballero - Médaille d'or feat. Lomepal et Doums ; Mailles du filet feat. Lomepal (issus du projet Laisse nous faire Vol. 1 de Caballero)[19]
- 2013 : Senamo - Le temps s’arrête feat. Lomepal (issu du projet Les Lendemains sans nuages de Senamo)[20]
- 2016 : Hugo Délire - Ah nan nan feat. Keroué et Lomepal (sur le projet Grand Delirium de Hugo Délire)[21]
- 2016 : Les yeux fermés (single feat Caballero et Jeanjass)
- 2017 : Roméo Elvis X Le Motel feat. Lomepal - Thalys (sur l’album Morale 2 de Roméo Elvis et Le Motel)[22],[23],
- 2018 : Lefa feat. Lomepal - Paradise (sur l’album 3 du Mat de Lefa)
- 2018 : alt-J - 3WW feat. Lomepal (Lomepal version) (issu de l’album Reduxer de alt-J, contenant des reprises de l’album précédent, Relaxer, en featuring avec d’autres artistes)[24],[25]
- 2019 : Shobee feat. Lomepal - Ciel (issu de l’album Safar, du collectif marocain Naar)[26]
- 2019 : Fixpen Sill feat. Lomepal - Bye bye (sur l’album Flag de Fixpen Sill)
- 2019 : Philippe Katerine feat. Lomepal - 88%
- 2019 : Alkpote feat. Lomepal - Poche
- 2019 : L’Impératrice feat. Lomepal - Là-haut (nouvelle version du titre Là-haut issu de l’album Matahari (2018), présente dans la réédition de 2019)[27]
- 2020 : Laylow feat Lomepal - Burning man (sur l’album Trinity de Laylow)
- 2020 : Caballero et JeanJass feat. Lomepal - Brillant (sur l’album High et Fines Herbes de Caballero et JeanJass)
- 2024 : Yassine Stein feat. Lomepal - 93 (sur l’album C'EST DIEU QUI DESSINE)